# Gmina Wagner (Iowa)

Położenie Gminy Wagner w hrabstwie Clayton

Gmina Wagner (ang. Wagner Township) – gmina w USA, w stanie Iowa, w hrabstwie Clayton. Według danych z 2000 roku gmina miała 441 mieszkańców, a jej powierzchnia wynosi 94,37 km².